# Koninklijke Nederlandsche Kennelclub "Cynophilia"
Cynophilia is een Nederlandse kynologische vereniging die in 1890 werd opgericht.

## Het Ontstaan
De eerste twee hondententoonstellingen in Nederland werden georganiseerd door de Hollandse Maatschappij van Landbouw. Deze werden gehouden in 1872 te Rotterdam en in 1874 te Amsterdam. Pas vanaf 1875 kwam de organisatie van hondententoonstellingen in handen van de Nederlandse Jachtvereniging Nimrod. Zij organiseerde jaarlijks een tentoonstelling voor alle rassen, jachthonden en luxe honden (zoals deze toen werden genoemd) tot 1886, met uitzondering van het jaar 1883. De in 1886 gehouden 11de tentoonstelling te Rotterdam zorgt ervoor dat de Nederlandse Jachtvereniging Nimrod ernstig verlies leed en werd besloten om in 1887 geen tentoonstelling te organiseren, echter door meer verplichtingen naar de leden toe duurde het zelfs tot 1892 voor Nimrod weer een tentoonstelling organiseerde. 
Zo lang wilden de liefhebbers van rashonden niet wachten en daarom werd in 1890 de Nederlandse Vereniging van Liefhebbers en Fokkers van Rashonden opgericht. Kort daarna werd de naam Cynophilia eraan toegevoegd en werd de contributie vastgesteld op 10 gulden. Zij is daarmee de oudste algemene kynologenvereniging. Binnen 6 maanden van dat zelfde jaar werd in Scheveningen, door de eerste voorzitter, H.A. Graaf van Bylandt, een tentoonstelling georganiseerd.

## Winnertentoonstelling
De eerste tentoonstelling georganiseerd door Cynophilia werd gehouden in Scheveningen en telde bijna 300 honden, verdeeld over 50 rassen. De kosten van deze tentoonstelling nam voorzitter, H.A. Graaf van Bylandt voor zijn rekening. In 1891 organiseerde Cynophilia twee tentoonstellingen, de eerste in Amsterdam en de tweede in Scheveningen. De eerste 12 jaar organiseerde Cynophilia 16 tentoonstellingen te weten in Amsterdam, Rotterdam, 's Gravenhage, Scheveningen, Nijmegen, Breda, Groningen en Maastricht, waarvan twee georganiseerd in samenwerking met Nimrod. 
In 1910 bestond Cynophilia 20 jaar en werd duidelijk dat de eerste 24 tentoonstellingen een bedrag van ruim 48.000 Gulden hadden gekost. In 1926 werd voor het eerst de Winner titels toegekend. Deze tentoonstelling had voor het eerst een batig saldo opgeleverd en telde een inschrijving van 1.019 honden. Bij het 60-jarig bestaan van Cynophilia hadden de 62 tentoonstellingen gezamenlijk een tekort van 85.000 gulden opgeleverd. Dit tekort werd aangevuld door contributies en vrijwillige bijdragen van de leden. 
In 1947 werd de eerste naoorlogse Winnertentoonstelling georganiseerd, die een inschrijving van 1.376 honden opleverde en 25.000 bezoekers bracht. Echter in 1952 waren de inschrijvingen gedaald tot 750 honden. Na 1952 gaat het aantal geleidelijk weer omhoog en wordt voor het eerst in 1977 de grens van 4.500 honden gepasseerd. Deze grens werd opnieuw gepasseerd in 1979, 1984, 1985 en zet zich voort sinds 1987. 
Het jaar 1985 is een uitzonderlijk jaar; hierin werd het wereldcongres van de Fédération Cynologique Internationale gehouden. Ter ere daarvan werd een speciale Winnertentoonstelling gehouden, de Wereldwinner met maar liefst 10.194 honden.

## Predicaat "Koninklijk"
In 1948 werd Z.K.H. Prins Bernhard beschermheer van Cynophilia en kort daarna in 1952 werd aan Cynophilia, als enige kynologische vereniging, het predicaat "Koninklijke" toegekend. In 2012 werd het recht op dit predicaat voor 25 jaar verlengd. 

## Overdracht Winnertentoonstelling
Doordat KNK Cynophilia de laatste jaren in financieel zwaar weer zat werd besloten om de Winnertentoonstelling in 2014 en 2015 te organiseren in samenwerking met de Raad van Beheer op Kynologisch Gebied in Nederland. 
Echter door het aanhoudende financiële tekort werd uiteindelijk in 2016 besloten om de organisatie van de winnertentoonstelling geheel over te dragen aan de Raad van Beheer. Wat vervolgens is bekrachtigd door de Algemene Vergadering van beide verenigingen. 

## Bron
- April 1990, Jubileumboekje uitgegeven ter gelegenheid van het 100-jarig bestaan van de Koninklijke Nederlandse Kennelclub "Cynophilia"
- www.winnershow.nl